# Ладислав Петраш
Ладислав Петраш (словац. Ladislav Petráš; нар. 1 грудня 1946, Превідза) — чехословацький футболіст, що грав на позиції нападника. Дворазовий найкращий бомбардир чемпіонату Чехословаччини (1969, 1975). По завершенні ігрової кар'єри — словацький футбольний тренер.
Виступав, зокрема, за клуб «Інтер» (Братислава), а також національну збірну Чехословаччини, у складі якої виграв чемпіонат Європи. Також разом з нею був учасником чемпіонату світу 1970 року в Мексиці і літніх Олімпійських ігор в 1968 році в Мехіко.

## Клубна кар'єра
У дорослому футболі дебютував 1964 року виступами за нижчолігову команду з рідного міста «Банік» (Пр'євідза), в якій провів чотири сезони.
Протягом 1968—1969 років проходив військову службу, виступаючи у клубі «Дукла» (Банська Бистриця). Тут у сезоні 1968/69 він у 21 матчі чемпіонату забив 20 голів і став найкращим бомбардиром чемпіонату Чехословаччини.
Після закінчення служби приєднався до «Інтера» (Братислава) і відіграв за команду з Братислави наступні одинадцять сезонів своєї ігрової кар'єри, а у сезоні 1974/75 він зміг знову забити 20 голів за сезон і вдруге у кар'єрі став найкращим бомбардиром чемпіонату, при цьому у матчі проти празької «Спарти» (7:4) нападник відзначився відразу п'ятьма голами. Клуб же за цей час двічі ставав віце-чемпіоном Чехословаччини (1974/75 і 1976/77).
Завершив професійну ігрову кар'єру у австрійському клубі «Вінер АК», за команду якого виступав протягом 1980—1983 років.

## Виступи за збірну
1968 року з олімпійською збірною брав участь у футбольному турнірі на Літніх Олімпійських іграх в Мехіко, протягом якого забив 4 голи, в тому числі хет-трик у грі проти Ізраїлю (8:0), втім чехословаки з групи не вийшли.
3 грудня 1969 року дебютував в офіційних іграх у складі національної збірної Чехословаччини в Марселі у відбірковому матчі на чемпіонат світу 1970 року проти Угорщини. Обидві команди набрали однакову кількість очок у групі і на нейтральному полі мали визначити кращу команду. Чехословаки розгромили суперника з рахунком 4:1 і кваліфікувались на турнір.
На самому чемпіонаті світу 1970 року, що пройшов у Мексиці, Петраш зіграв у всіх трьох матчах на груповому етапі, але в усіх Чехословаччина поступилась, проте саме Петраш забив обидва голи своєї команди на турнірі, Бразилії (1:4) та Румунії (1:2).
В подальшому грав за збірну нерегулярно, хоча і поїхав з нею на чемпіонат Європи 1976 року в Югославії, здобувши того року титул континентального чемпіона, втім на поле на турнірі не виходив.
24 травня 1977 року в товариській грі проти Швейцарії (0:1) востаннє зіграв за збірну. Всього протягом кар'єри у національній команді, яка тривала 7 років, провів у формі головної команди країни 19 матчів, забивши 6 голів.

## Кар'єра тренера
Після закінчення ігрової кар'єри працював у «Інтері» (Братислава) і збірній Словаччини як помічник тренера. У 2005 році очолив молодіжну збірну Словаччини до 21 року, однак не зміг вивести її на чемпіонат Європи 2007 року і незабаром був звільнений.

## Пам'ять
У липні 2014 року була опублікувована біографічну книгу під назвою Laco Petráš, futbalová legenda z hornej Nitry (укр. Лако Петраш, футбольна легенда з Верхня Нітра), написана Любомир Дзураком у співпраці з журналістом Светозаром Окруцьким.

## Титули і досягнення
- Чемпіон Європи (1):

Чехословаччина: 1976

### Індивідуальні
- Найкращий бомбардир чемпіонату Чехословаччини: 1968/69, 1974/75 (по 20 голів)